# فروچی
فروچی (به انگلیسی: Freuchie) یک روستا در بریتانیا است که در فایف واقع شده‌است. فروچی ۷۸۰ نفر جمعیت دارد.